# Honestly, Nevermind
Albums de Drake
Certified Lover Boy (2021) For All the Dogs (2023)
Honestly, Nevermind est le septième album studio du rappeur et chanteur canadien Drake, sorti par surprise le 17 juin 2022, via OVO Sound et Republic Records. L'album comprend un featuring unique de 21 Savage, et des productions de divers producteurs, dont Gordo, Black Coffee et 40.
Un écart stylistique par rapport aux précédentes sorties de Drake, Honestly, Nevermind adopte la house et le Baltimore club. L'album reçoit des critiques généralement positives et débute en tête du Billboard 200 américain avec 204 000 unités équivalentes à un album. Il est devenu le onzième album numéro un aux États-Unis pour Drake et a battu plusieurs records de diffusion pour un album de danse. Ses singles, Sticky et Massive, ont débuté dans le top 20 du Billboard Hot 100 américain, tandis que Jimmy Cooks est devenu le onzième titre de Drake (et le deuxième de 21 Savage) numéro un aux États-Unis.

## Contexte et promotion
Le 4 mars 2021, Drake a annoncé le lancement de la chaîne de radio satellite Sound 42 sur Sirius XM, avec OVO Sound Radio comme programme phare, marquant le retour de l'émission depuis sa diffusion entre juillet 2015 et octobre 2018 sur le service de streaming Apple Music. Après la diffusion de l'émission, il a publié son quatrième extended play Scary Hours 2 à minuit. Drake a également révélé que son sixième album studio Certified Lover Boy serait bientôt disponible, ce qui a finalement été publié le 3 septembre.
Dans l'après-midi du 16 juin 2022, OVO Sound a annoncé sur Twitter que Drake présenterait en avant-première sa propre émission de radio Table For One sur Sound 42 plus tard dans la soirée à 23h HNE. Quelques heures plus tard, Drake a fait une annonce surprise sur Instagram en annonçant qu'il sortirait son septième album studio, Honestly, Nevermind, plus tard dans la nuit,. Diffusant peu de temps après le sixième match des Finales NBA 2022 plus tôt dans la nuit, Drake a présenté en avant-première les titres Confusion et I Don't Care lors de l'émission. Drake a également révélé pendant l'émission qu'il travaillait sur Scary Hours 3.
L'album est dédié au créateur de mode américain Virgil Abloh, décédé en 2021,. Un clip pour Falling Back a été publié en même temps que l'album,. Réalisé par Director X, le clip officiel montre Drake épouser 23 femmes différentes. Le basketteur professionnel canado-américain Tristan Thompson fait une apparition en tant que témoin,.
Le seul featuring de l'album, 21 Savage, apparaît sur la piste de clôture de l'album, Jimmy Cooks. Les deux premiers singles de l'album, Sticky et Massive, ont été envoyés respectivement aux radios contemporaines rythmiques et aux radios contemporaines à succès le 21 juin,.

## Composition
Honestly, Nevermind est un disque de danse animé par des influences house et Baltimore club. L'album comprend des éléments de Jersey club,, de hard techno, de R&B, d'amapiano, de ballroom et du style traditionnel de hip-hop de Drake.

## Réception critique
Honestly, Nevermind a été accueilli par des critiques généralement positives. Sur Metacritic, qui attribue une note normalisée sur 100 aux critiques des publications professionnelles, l'album a reçu une note moyenne de 73, sur la base de 14 critiques, ce qui indique des critiques généralement favorables. L'agrégateur AnyDecentMusic ? lui a attribué 6,7 sur 10, selon son évaluation du consensus critique.
Dans une critique positive, Robin Murray de Clash a qualifié Honestly, Nevermind de puzzle qui prendra beaucoup de temps à se dévoiler complètement et de revirement dévastateur qui fascinera et frustrera à parts égales. Tim Sendra, de AllMusic, a apprécié l'album en déclarant : « Honestly, Nevermind est un développement bienvenu dans la saga de Drake, un virage à gauche de ce qui commençait à ressembler à un tronçon sans fin d'autoroute à forte teneur en trap. La destination est toujours triste et égocentrique, mais au moins le paysage est coloré et jamais ennuyeux. » Jon Caramanica, du New York Times, a écrit : « Une petite merveille d'exubérance corporelle - séduisante, en apesanteur, évasive et zélée. Un album de musique de club envoûtante, qui marque l'évolution vers une nouvelle ère pour l'une des stars les plus influentes de la musique. C'est aussi un album de Drake composé presque entièrement de parties d'albums de Drake qui provoquent la colère des puristes du hip-hop ». Pour Rolling Stone, Jeff Ihaza a déclaré : « L'album réussit quelque chose de malicieusement non gardé : une collection de mélodies de danse béates construites pour être embrassées et abandonnées. Drake s'aventure plus loin dans des domaines inexplorés que n'importe lequel de ses pairs, offrant un signe rafraîchissant de ce qui est à venir. »
Vivian Medithi de HipHopDX a déclaré : « Il a arrêté de faire l'album de Drake que nous voulons qu'il fasse et a fait l'album de Drake que Drake veut faire. Enfermé avec des producteurs en qui il a confiance et baissant sa garde, il semble plus concentré et équilibré qu'il ne l'a été depuis des années. » Le critique de Variety Alex Swhear a déclaré : « En tant qu'album autonome de Drake, c'est profondément rafraîchissant, et une dose de pop vibrante susceptible de se répercuter sur le reste de l'été. » Louis Pavlakos d'Exclaim! a déclaré : « Des indices de l'atypisme de l'album sont apparents dès les premières minutes, pour le meilleur ou pour le pire. Falling Back est une entrée en matière discutable, car le falsetto de Drake n'a jamais été particulièrement fort, mais Honestly, Nevermind ne faiblit que rarement à partir de là. »
Dans une critique tiède, Alphonse Pierre de Pitchfork a écrit : « Un album de danse de Drake semble génial dans son concept, mais la demi-mesure des rythmes house et l'écriture terne l'empêchent de vraiment décoller. » Dans sa critique, du The Guardian déclare : « Le nouvel album de la superstar canadienne est étonnamment plein de musique house, mais ses plaintes passives-agressives deviennent ennuyeuses. » Le critique Kyann-Sian Williams du NME a déclaré : « Le dernier album du Canadien surprend à bien des égards, abandonnant la trap fade pour des rythmes house et quelques prises de voix audacieuses, bien que quelque peu mitigées. » Dans une critique plus négative, David Smyth du Evening Standard a estimé que Honestly, Nevermind ressemblait à « une œuvre mineure » dans la discographie de Drake, ajoutant que « [Drake] donne l'impression de ne pas faire d'efforts. »

## Culture populaire
La chanson Texts Go Green a été utilisée par Google dans une publicité Android pour appeler Apple Inc. à adopter les Rich Communication Services (RCS), en référence à la prémisse de la chanson selon laquelle les utilisateurs d'iPhone sont bloqués sur iMessage.

## Performances commerciales
Honestly, Nevermind a débuté à la première place du Billboard 200 américain avec 204 000 unités équivalentes à un album, dont 11 000 ventes d'albums purs. Ses titres ont obtenu un total de 250,23 millions de streams à la demande. L'album est le onzième album numéro un de Drake aux États-Unis. Lors de sa deuxième semaine, l'album est resté dans le top 10 et a chuté à la troisième place, avec 73 000 unités équivalentes à un album.

## Titres
| Honestly, Nevermind track listing | Honestly, Nevermind track listing | Honestly, Nevermind track listing               | Honestly, Nevermind track listing | Honestly, Nevermind track listing | Honestly, Nevermind track listing | Honestly, Nevermind track listing | Honestly, Nevermind track listing | Honestly, Nevermind track listing | Honestly, Nevermind track listing |
| No                                | Titre                             | Producer(s)                                     | Durée                             |                                   |                                   |                                   |                                   |                                   |                                   |
| --------------------------------- | --------------------------------- | ----------------------------------------------- | --------------------------------- | --------------------------------- | --------------------------------- | --------------------------------- | --------------------------------- | --------------------------------- | --------------------------------- |
| 1.                                | Intro                             | Kid Masterpiece                                 | 0:36                              |                                   |                                   |                                   |                                   |                                   |                                   |
| 2.                                | Falling Back                      | - &ME - Rampa - Lustig - Beau Nox               | 4:26                              |                                   |                                   |                                   |                                   |                                   |                                   |
| 3.                                | Texts Go Green                    | Sona                                            | 5:08                              |                                   |                                   |                                   |                                   |                                   |                                   |
| 4.                                | Currents                          | - Black Coffee - Gordo                          | 2:37                              |                                   |                                   |                                   |                                   |                                   |                                   |
| 5.                                | A Keeper                          | - &ME - Rampa - Wondra030                       | 2:53                              |                                   |                                   |                                   |                                   |                                   |                                   |
| 6.                                | Calling My Name                   | - Gordo - Klahr - Zastenker - Lustig - Beau Nox | 2:09                              |                                   |                                   |                                   |                                   |                                   |                                   |
| 7.                                | Sticky                            | - Gordo - Ry X                                  | 4:03                              |                                   |                                   |                                   |                                   |                                   |                                   |
| 8.                                | Massive                           | - Gordo - Klahr - Zastenker                     | 5:36                              |                                   |                                   |                                   |                                   |                                   |                                   |
| 9.                                | Flight's Booked                   | - Kid Masterpiece - Lustig - Beau Nox - Govi    | 4:14                              |                                   |                                   |                                   |                                   |                                   |                                   |
| 10.                               | Overdrive                         | - 40 - Black Coffee - Lustig - Beau Nox         | 3:22                              |                                   |                                   |                                   |                                   |                                   |                                   |
| 11.                               | Down Hill                         | 40                                              | 4:10                              |                                   |                                   |                                   |                                   |                                   |                                   |
| 12.                               | Tie That Binds                    | - Gordo - Vlado - Ginton                        | 5:36                              |                                   |                                   |                                   |                                   |                                   |                                   |
| 13.                               | Liability                         | - Nyan - Suby                                   | 3:57                              |                                   |                                   |                                   |                                   |                                   |                                   |
| 14.                               | Jimmy Cooks (featuring 21 Savage) | - Tay Keith - Vinylz - Cubeatz                  | 3:38                              |                                   |                                   |                                   |                                   |                                   |                                   |
| 52:32                             |                                   |                                                 |                                   |                                   |                                   |                                   |                                   |                                   |                                   |

### Crédits
- Currents contient des extraits de Some Cut, écrit par Jonathan Smith, Donnell Prince, Lawrence Edwards, Jamal Glaze, Craig Love, LaMarquis Jefferson, interprété par Trillville[35], et contient également un extrait non crédité de Shake it to the Ground, écrit par Charles Smith et Ryeisha Berrain, interprété par Blaqstarr et Rye Rye[36].
- Calling My Name contient des extraits non crédités de Oye Ohene, écrits et interprétés par Obrafour[37].
- Sticky contient un dialogue non crédité de la conférence Everything in Quotes de Virgil Abloh en 2017 au GSAPP de l'Université de Columbia[38],[39],[40].
- « Flight's Booked » contient des extraits de « Getting Late », écrits par Marsha Ambrosius, Natalie Stewart et Vidal Davis, interprétés par Floetry[35] .
- Jimmy Cooks contient des extraits de Just Awaken Shaken, écrit par Ibn Young, interprété par Playa Fly ; et contient également des extraits de You Were Gone écrits par Al Goodman, Harry Ray et Walter Morris, interprétés par Brook Benton.

## Personnel

### Musiciens
- Drake : chant
- Mukengerwa Tresor Riziki : voix supplémentaires (pistes 4, 11, 12), voix de fond (9)
- Wondra030 : piano (5)
- Alex Lustig : claviers (6, 10)
- Beau Nox : guitare (6, 10), voix supplémentaires (9) voix de fond (10, 11)
- Emily Hemelberg : chœurs (10)
- Café noir : fûts (10)
- James Bryan : guitare (10)
- 40 : claviers (10)
- Nyan Lieberthal : batterie, claviers (13)
- Tim Suby : claviers (13)
- Dougie F : chœurs (14)

### Technique
- 40 : mixage (toutes pistes), ingénierie (4, 5, 8, 13)
- Luca Pretolesi : mixage
- Noel Cadastre : ingénierie (1–)
- Harley Arsenault : ingénierie (6)

## Classements hebdomadaires
| Classement (2022)                        | Meilleure place |
| ---------------------------------------- | --------------- |
| Allemagne (Media Control AG)             | 3               |
| Australie (ARIA)                         | 2               |
| Autriche (Ö3 Austria Top 40)             | 2               |
| Belgique (Flandre Ultratop)              | 4               |
| Belgique (Wallonie Ultratop)             | 2               |
| Canada (Canadian Albums Chart)           | 1               |
| Danemark (Tracklisten)                   | 2               |
| Espagne (Promusicae)                     | 6               |
| États-Unis (Billboard 200)               | 1               |
| États-Unis (Top Dance/Electronic Albums) | 1               |
| États-Unis (Top R&B/Hip-Hop Albums)      | 1               |
| Finlande (Suomen virallinen lista)       | 3               |
| France (SNEP)                            | 6               |
| Irlande (Irish Albums Chart)             | 2               |
| Italie (FIMI)                            | 6               |
| Norvège (VG-lista)                       | 2               |
| Nouvelle-Zélande (RIANZ)                 | 1               |
| Pays-Bas (Mega Album Top 100)            | 1               |
| Royaume-Uni (UK Albums Chart)            | 2               |
| Royaume-Uni (UK Dance Albums Chart)      | 1               |
| Suède (Sverigetopplistan)                | 2               |
| Suisse (Schweizer Hitparade)             | 1               |

## Historique des versions
| Région | Date         | Labels           | Formats                      | Réf.   |
| ------ | ------------ | ---------------- | ---------------------------- | ------ |
| Divers | 17 juin 2022 | - OVO - Republic | - Téléchargement - streaming | [ 63 ] |